# Amegilla cyanipennis
Amegilla cyanipennis es una especie de abeja excavadora perteneciente al género Amegilla, categorizada en la tribu Anthophorini, de la subfamilia Apinae.
Fue descrita científicamente por el entomólogo suizo Henri Louis Frédéric de Saussure en 1890. Aparece registrada y publicada en una sección de Catalogue of Afrotropical bees (Hymenoptera: Apoidea: Apiformes). Zootaxa, vol. 2455, p. 1-548 de 2010.

## Distribución
Se distribuye por África, específicamente en Madagascar.